# 富士塚町
富士塚町（ふじつかちょう）は、愛知県名古屋市東区の地名。

## 歴史

### 地名の由来
清洲越しに伴う城下町造成に際して、当地に鎮座していた富士浅間社を巾下に遷した跡地に塚を造り、改めて富士権現を祀ったことに由来する。

### 沿革
- 1878年（明治11年）12月20日 - 名古屋区富士塚町となる[1]。
- 1889年（明治22年）10月1日 - 名古屋市成立に伴い、同市富士塚町となる[1]。
- 1908年（明治41年）4月1日 - 東区成立に伴い、同区富士塚町となる[1]。
- 1976年（昭和51年）1月18日 - 一部が泉一丁目および東桜一丁目に編入される[1]。
- 1980年（昭和55年）2月10日 - 全域が泉一丁目に編入され廃止される[1]。